# Helena av Adiabene
Helena av Adiabene, död mellan 50 och 56 e. Kr., var en drottning av Adiabene och Osrhoëniska riket, genom sitt äktenskap med Monobaz I av Adiabene och Abgar V av Osrhoëne.
Hon konverterade till judendomen år 30, och beskrivs för sin religiösa efterlevnad i Talmud. Hon blev även känd för den välgörenhet hon utövade till förmån för den judiska befolkningen i Jerusalem. 